# Gary Talbot
Gary Talbot (* 15. Dezember 1937 in Blackburn; † 22. Dezember 2019 in Chester) war ein englischer Fußballspieler. Der Stürmer erzielte in den 1960ern in 189 Viertligaspielen 103 Tore und zählt zu den erfolgreichsten Torschützen in der Vereinsgeschichte von Chester City.

## Karriere
Talbot spielte in den Reserveteams der Blackburn Rovers und von Preston North End, aber erst die Teilnahme an einem Benefizspiel in Blackpool im Sommer 1963, bei dem auch Peter Hauser, neu ernannter Trainer des FC Chester, zugegen war, sorgte für seinen Durchbruch. Er wurde von Hauser zum Probetraining eingeladen und überzeugte bei einem Testspiel gegen die Tranmere Rovers, bevor er einen Vertrag als Teilzeitprofi unterschrieb.
Talbot traf bereits bei seinem Ligadebüt in der Fourth Division gegen Newport County und legte zwei Tage später gegen den AFC Barrow zwei weitere Treffer nach. Am Saisonende wurde er mit 23 Toren in 32 Ligaeinsätzen, darunter ein Viererpack gegen Carlisle United, bester Torschütze seines Teams, eine Leistung, die er in der Folgesaison 1964/65 mit 28 Ligatoren wiederholte. Dabei ging er auch als Teil der „Famous Five“ in die Vereinsannalen ein, als im Saisonverlauf den fünf Offensivspielern Jimmy Humes, Mickey Metcalf, Elfed Morris, Hugh Ryden und Talbot jeweils mehr als 20 Pflichtspieltore gelangen. Mit 119 Ligatoren stellte man dabei den Saisonbestwert der Football-League-Teams auf, in der Endtabelle reichte es aber dennoch nur zum achten Tabellenplatz. Talbot sicherte sich in jener Saison auch einen Vertrag als Vollzeitprofi und zudem einen Platz in den Rekordbüchern: bei einem 5:0-Sieg im FA Cup über Crewe Alexandra erzielte er zwischen der 86. und 89. Minute binnen zwei Minuten und 57 Sekunden einen Hattrick, den schnellsten in der Geschichte des Pokalwettbewerbs.
Die folgenden beiden Spielzeiten kam er, auch bedingt durch Verletzungen, seltener zum Einsatz, seine Torausbeute blieb jeweils im einstelligen Bereich. 1967 verließ er Chester nach Vertragsstreitigkeiten und wechselte zum Lokalrivalen und Ligakonkurrenten Crewe Alexandra, bei dem er in der Saison 1967/68 mit 20 Ligatoren in 35 Einsätzen seinen Anteil am Erreichen des vierten Tabellenplatzes und dem damit verbundenen Drittligaaufstieg hatte. Talbot kehrte allerdings bereits nach dieser Saison ablösefrei wieder zu Chester zurück und war in der Saison 1968/69 in 43 Ligaspielen 22-mal als Torschütze erfolgreich, womit er ligaintern erfolgreichster Torjäger war. Der Klub befand sich bis Ende März auf den Aufstiegsrängen, neun Niederlagen in den letzten elf Spielen sorgte aber noch dafür, dass man auf einen Mittelfeldplatz durchgereicht wurde.
Am Saisonende erklärte Talbot seine Laufbahn für beendet, dabei waren neben sportlichen Gründen (er selbst äußerte in einem Zeitungsinterview „Obwohl ich Tore geschossen habe, weiß ich, dass ich nicht gut gespielt habe.“) auch berufliche Gründe, weil seine freiberufliche Tätigkeit als Fotograf zunehmend mehr Zeit erforderte. Dabei war die Entscheidung wenig überraschend, bereits im November 1964 hatte er erstmals seine Karriereende angekündigt. Seine 83 Ligatore (insgesamt 106 Pflichtspieltore) waren lange Zeit Vereinsrekord, erst Stuart Rimmer übertraf ihn in den 1990ern.
Talbot blieb auch nach seiner Karriere dem FC Chester erhalten. Beim gleichnamigen Nachfolgeklub wurde er zum Präsidenten auf Lebenszeit ernannt, die Besucherlounge des Stadions trägt seit Juli 2019 zu seinen Ehren den Namen Gary Talbot Legends Lounge. Talbot war regelmäßig Gast im Deva Stadium und war Präsident der Chester Former Players’ Association. Als Mitglied des Chester Round Table wurde er 1971 in eine britische Round-Table-Auswahl für ein Fußballspiel gegen die französische Vereinigung berufen. Daneben war er regelmäßig Gast bei Benefizspielen und lief auch noch gelegentlich für den Amateurklub Chester Nomads auf.
Neben seiner Fußballerlaufbahn betätigte sich Talbot, wie zuvor bereits sein Vater, erfolgreich als Fotograf. Zunächst als Pressefotograf bei der Lancashire Evening Post und der Daily Mail, später in der Porträtfotografie. Er war offizieller Fotograf für den FC Everton und begleitete während und nach seiner Laufbahn auch den FC Chester fotografisch.
Talbot – jahrzehntelang Raucher, auch während seiner Fußballerlaufbahn – litt in seinen letzten Lebensjahren an einer chronischen obstruktiven Lungenerkrankung. Im April 2019 wurde bei ihm zudem Lungenkrebs diagnostiziert, dem er wenige Tage nach seinem 82. Geburtstag im Dezember 2019 im Countess of Chester Hospital erlag. Er hinterließ seine Frau und zwei Kinder.